# Odvolací volby
Odvolací volby nebo odvolací referendum je procedura, skrze kterou mohou v daných jurisdikcích voliči odvolat voleného úředníka z funkce přímým hlasováním před skončením funkčního období tohoto úředníka. Odvolací volby jsou zahájeny, když dostatek voličů podepíše petici. Tento nástroj má historii sahající až do starověké aténské demokracie a existuje i v soudobých ústavách, často na nižších než celostátních úrovních.
Mezi příklady občanských řádů s právem odvolacích voleb je Bavorsko v Německu, šest kantonů Švýcarska nebo různé státy Spojených států.